# 웹 개발
웹 개발(web development)은 인터넷(월드 와이드 웹)이나 인트라넷(사설망)을 위한  웹사이트 개발과 관련된 일을 가리킨다. 웹 개발은 가장 단순한 단일 정적 문서의 플레인 텍스트에서부터 가장 복잡한 웹 기반 인터넷 애플리케이션, 전자 비즈니스, 소셜 네트워크 서비스에 이르기까지 개발 범위가 다양하다. 일반적으로 웹 개발이라 부를 때는 웹 프로그래밍뿐만 아니라 더 포괄적인 작업인 웹 디자인, 웹 콘텐츠 개발, 클라이언트 사이드/서버 사이드 스크립트 작업, 웹 서버 및 네트워크 보안 구성, 전자 상업 개발을 아우른다.
더 큰 조직과 사업 공간에서 웹 개발 팀은 수백 명의 사람(웹 개발자)들을 이룰 수 있다. 크기가 작은 조직은 하나의 영구적인 웹마스터라든지 그래픽 디자이너 및 정보 시스템 기술자 등을 필요로 할 수 있다. 웹 개발은 특정 부서의 분야라기 보다는 부서 간 협업의 노력으로 볼 수 있다.

## 일반적인 분야

### 클라이언트 사이드 코딩
- Ajax
- 어도비 플래시
- 자바스크립트
- 제이쿼리
- 마이크로소프트 실버라이트
- HTML5, CSS3

### 서버 사이드 코딩
- ASP (마이크로소프트 사유 기술)
- 액티브VFP (오픈 소스)
- CSP
- 콜드퓨전 (어도비 사유 기술, 이전에는 매크로미디어, 그 이전에는 Allaire사 소유)
- CGI
- 얼랭
- 그루비
- 자바
- 로터스 도미노
- Node.js
- 펄 (오픈 소스)
- PHP (오픈 소스)
- 파이썬 (오픈 소스)
- 리얼 스튜디오 웹 에디션
- 루비 (예: 루비 온 레일즈, 오픈 소스)
- 스몰토크
- SSJS
- 웹DNA (WSC 사유 기술)
- 웹스피어 (IBM 사유 기술)
- 닷넷 및 닷넷 MVC 프레임워크 (마이크로소프트 사유 기술)

### 클라이언트 + 서버 사이드
- 구글 웹 툴킷
- 다트
- Opa
- Pyjamas
- Tersus

### 데이터베이스 기술
- 파일메이커
- 아파치 더비 *
- IBM DB2
- 파이어버드 *
- 마이크로소프트 SQL 서버
- MySQL *
- 오라클
- PostgreSQL *
- SQLite *
- 사이베이스
- 웹DNA
- 레디스 *
- 몽고DB *
- 카우치DB *
- 마크 로직

* 오픈 소스 / 퍼블릭 도메인

## 산업으로서의 웹 개발
웹의 상용화 이래로 웹 개발은 성장하는 산업으로 발전해왔다. 이러한 산업의 성장은 특히 제품과 용역을 온라인 고객들에게 판매하고픈 비즈니스로 말미암아 확장되고 있다.

## 같이 보기
- 크로스 브라우저
- 웹 디자인

## 참조
1. ↑  Bureau of Labor Statistics, U.S. Department of Labor. “Information Security Analysts, Web Developers, and Computer Network Architects”. 《Occupational Outlook Handbook, 2012-13 Edition》. 2013년 1월 17일에 확인함.